# Ángulo de visión

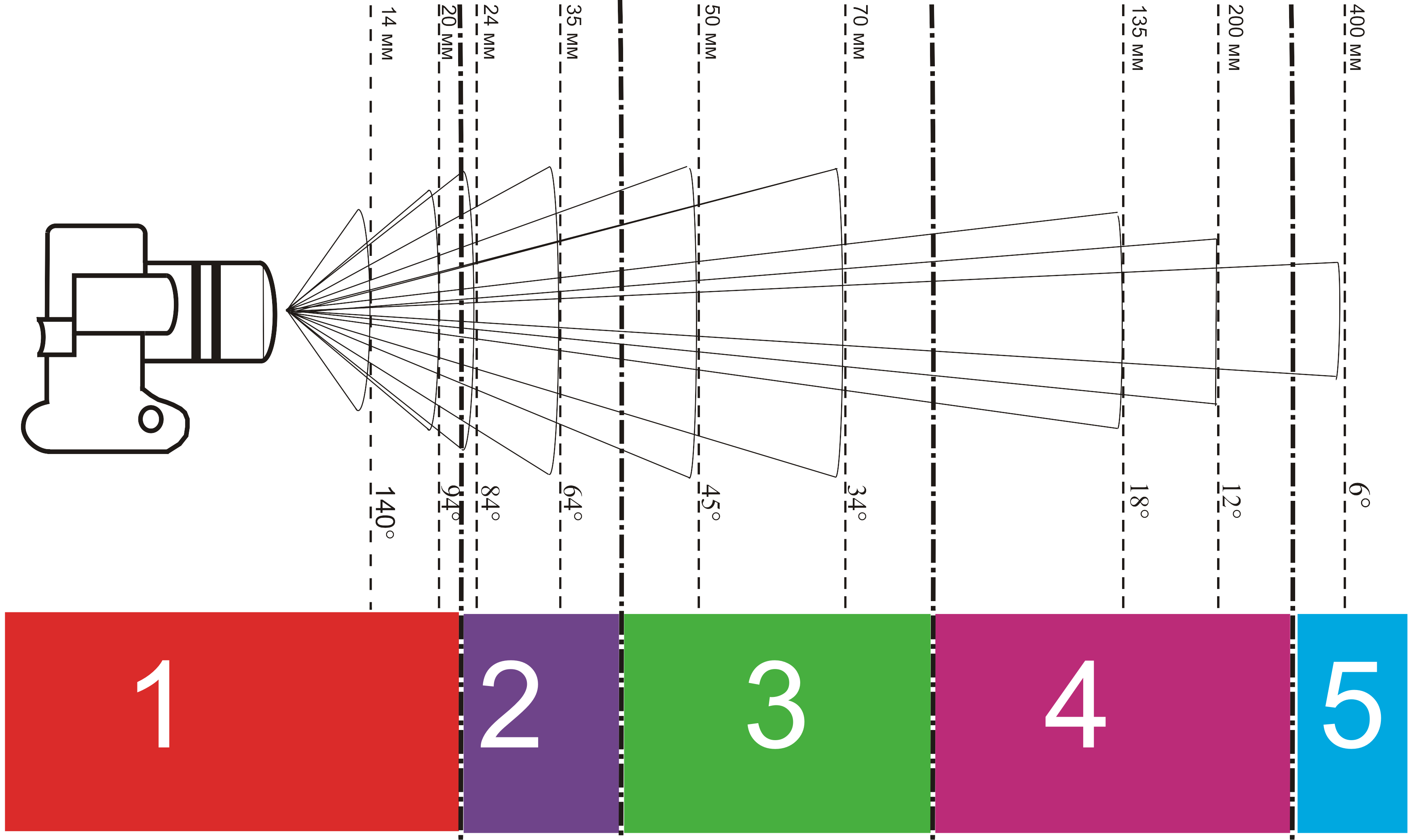
Ángulo de visión según distancia focal del objetivo de una cámara.Diagrama sobre la relación entre la distancia focal del objetivo y el ángulo de visión abarcado: 1.Objetivo ojo de pez. 2. Objetivo gran angular. 3. Objetivo normal. 4. Teleobjetivo. 5. Súper teleobjetivo

En fotografía, el ángulo de visión es la magnitud que realmente determina la parte de la gran escena que es captada en la película o en el sensor; generalmente hay mucha más escena visible para los humanos de lo que se ve reflejado en las fotos. Según el tipo de lente utilizada varía el tamaño de esa porción. También se le llama ángulo de visión al tipo de ángulo usado al tomar la fotografía, por ejemplo: picada, contrapicudo, normal o regular y paisaje.

## Características
El ángulo de visión de una cámara es función del tamaño de la superficie que registra la imagen (película o sensor) y de la longitud focal. Pueden usarse diferentes dimensiones de la superficie que registra la imagen para definir el ángulo de visión:
- distancia horizontal
- distancia diagonal (el más común en la fotografía)

Beretta
Las lentes son definidas a menudo por palabras que se refieren a su ángulo de visión:
- Lentes ultra gran angular, también conocidas como ojos de pez, cubren hasta 180° (o incluso más en algunos casos).
- Lentes gran angular, cubren normalmente entre 100° y 60°
- Lentes estándar, cubren entre 50° y 25°
- Teleobjetivos, cubren entre 15° y 10°
- Superteleobjetivos, normalmente abarcan entre 8° y menos de 1°

Los objetivos zum son casos especiales en los que la longitud focal, y por lo tanto el ángulo de visión, puede ser modificada sin tener que quitar la lente de la cámara.
Las lentes de mayor longitud focal magnifican la imagen, dando sensación de comprimir la distancia y creando grandes zonas desenfocadas a causa de su pequeña profundidad de campo. Los angulares tienden a dar sensación de magnificar la distancia entre los objetos y ofrecen una mayor profundidad de campo. El resultado de usar angulares cerca del sujeto es una aparente distorsión de la perspectiva; las líneas paralelas tienden a converger, y con un ojo de pez los bordes rectos parecerán curvarse.
Como diferentes lentes requieren diferentes distancias con el sujeto para conservar el tamaño de este, cambiar el ángulo de visión obliga a cambiar nuestro punto de vista distorsionar y por lo tanto la perspectiva, cambiando el tamaño relativo del sujeto y del fondo.
| 28 mm | 50 mm  |
| 70 mm | 210 mm |

El ángulo de visión dado por una lente no ha de confundirse con el ángulo de cobertura, un término que describe el área de la imagen proyectada por la lente sobre el plano focal. El ángulo de cobertura es importante en el trabajo con cámaras que permiten descentramientos y basculamientos.
Un ojo de pez circular, en oposición a un ojo de pez de marco completo, es un ejemplo de una lente en la que el ángulo de cobertura se ha reducido con relación a otras lentes en ese sistema. En muchos casos el ángulo de visión del ojo de pez circular será casi exacto al del ojo de pez de marco completo; sin embargo, la imagen proyectada en la película tiene forma circular porque el diámetro de la imagen es más pequeño del necesario para cubrir la parte más ancha de la imagen.
Debemos tener en cuenta que el ángulo de visión del sistema visual humano viene a ser aproximadamente 180° en el plano horizontal, 130° en el plano vertical y 60° por encima y 70° por debajo de la vertical.

## Ángulos de visión
Esta tabla muestra los ángulos diagonales, horizontales y verticales de visión, en grados, para lentes que producen imágenes rectilíneas, cuando se utiliza con formato de 36 mm × 24 mm (es decir,  película 35mm o de cámaras digitales full-frame de 35 mm utilizando ancho de 36 mm, altura 24 mm, y en diagonal 43.3 mm de d en la fórmula anterior). [16] Cámaras digitales compactas veces declaran las distancias focales de sus lentes de 35 mm equivalentes, que pueden ser utilizados en esta tabla.
Para la comparación, el ojo humano tiene un ángulo de visión de alrededor de 140 ° por 80 °. 
| Longitud focal (mm) | 13   | 15    | 18   | 21   | 24   | 28   | 35   | 50   | 85   | 105  | 135  | 180  | 210  | 300  | 400  | 500  | 600  | 830  | 1200 |
| Diagonal (°)        | 118  | 111   | 100  | 91,7 | 84,1 | 75,4 | 63,4 | 46,8 | 28,6 | 23,3 | 18,2 | 13,7 | 11,8 | 8,25 | 6,19 | 4,96 | 4,13 | 2,99 | 2,07 |
| Vertical (°)        | 85,4 | 77,3  | 67,4 | 59,5 | 53,1 | 46,4 | 37,8 | 27   | 16,1 | 13   | 10,2 | 7,63 | 6,54 | 4,58 | 3,44 | 2,75 | 2,29 | 1,66 | 1,15 |
| Horizontal (°)      | 108  | 100,4 | 90   | 81,2 | 73,7 | 65,5 | 54,4 | 39,6 | 23,9 | 19,5 | 15,2 | 11,4 | 9,80 | 6,87 | 5,15 | 4,12 | 3,44 | 2,48 | 1,72 |